# HD 9414
HD 9414，又名CD-46 420，SAO 215539、HR 443，是一颗恒星，视星等为6.17，位于銀經282.11，銀緯-69.89，其B1900.0坐标为赤經1h 27m 24.1s，赤緯-46° -69.89′ 26″。